# Germaine Charley
Germaine Marie Pauline Chesneau dite Germaine Charley, née le 25 mars 1887 à Paris 2e où elle est morte le 27 mars 1959 dans le 16e arrondissement, est une actrice française.

## Filmographie partielle
- 1917 : Ma femme est folle, court métrage de Roger Lion
- 1931 : La Bande à Bouboule de Léon Mathot
- 1934 : Le Père Lampion de Christian-Jaque
- 1935 : Lune de miel, de Pierre-Jean Ducis
- 1938 : Barnabé d'Alexandre Esway
- 1938 : Les Nouveaux Riches d'André Berthomieu
- 1939 : Raphaël le tatoué  de Christian-Jaque
- 1942 : Le Moussaillon, Jean Gourguet
- 1942 : Mademoiselle Béatrice de Max de Vaucorbeil
- 1942 : Les affaires sont les affaires de Jean Dréville
- 1946 : Son dernier rôle de Jean Gourguet
- 1949 : La Femme nue d'André Berthomieu
- 1953 : Virgile de Carlo Rim
- 1954 : L'Œil en coulisses de André Berthomieu

## Opérettes
- 1941 : Trois jeunes filles nues, opérette en 3 actes, livret de Yves Mirande et Albert Willemetz, musique de Raoul Moretti, Théâtre Marigny[1]